# Centro Comercial de Lahore
El Centro Comercial de Lahore es un gran complejo de usos múltiples y centro comercial, en Lahore, Punjab, en el país asiático de Pakistán consiste en una amplia gama de puntos de venta. Con una superficie de 650.000 metros cuadrados, y más de 70 tiendas, que es el mayor complejo de compras en Lahore y también uno de los más grandes de Pakistán. El centro comercial es un proyecto de la empresa de bienes raíces Bahria Town. El director general de este centro comercial es Ali Ahmad Riaz Malik. Posee buena seguridad.